# Richard C. Gamble
Richard Craig Gamble (* 12. Januar 1955) ist ein US-amerikanischer reformierter Theologe und Professor für Systematische Theologie am Reformed Presbyterian Theological Seminary in Point Breeze, einem Stadtviertel von Pittsburgh, Pennsylvania.

## Leben

### Ausbildung
Richard C. Gamble absolvierte ein Bachelorstudium am Westminster College. Darauf studiert er weiter (M.A.) am Pittsburgh Theological Seminary. In der ersten Hälfte der 1980er promoviert er an der Universität Basel mit einer Dissertation über Augustinus contra Maximinum: an analysis of Augustine's anti-Arian writings.

### Akademischer Werdegang

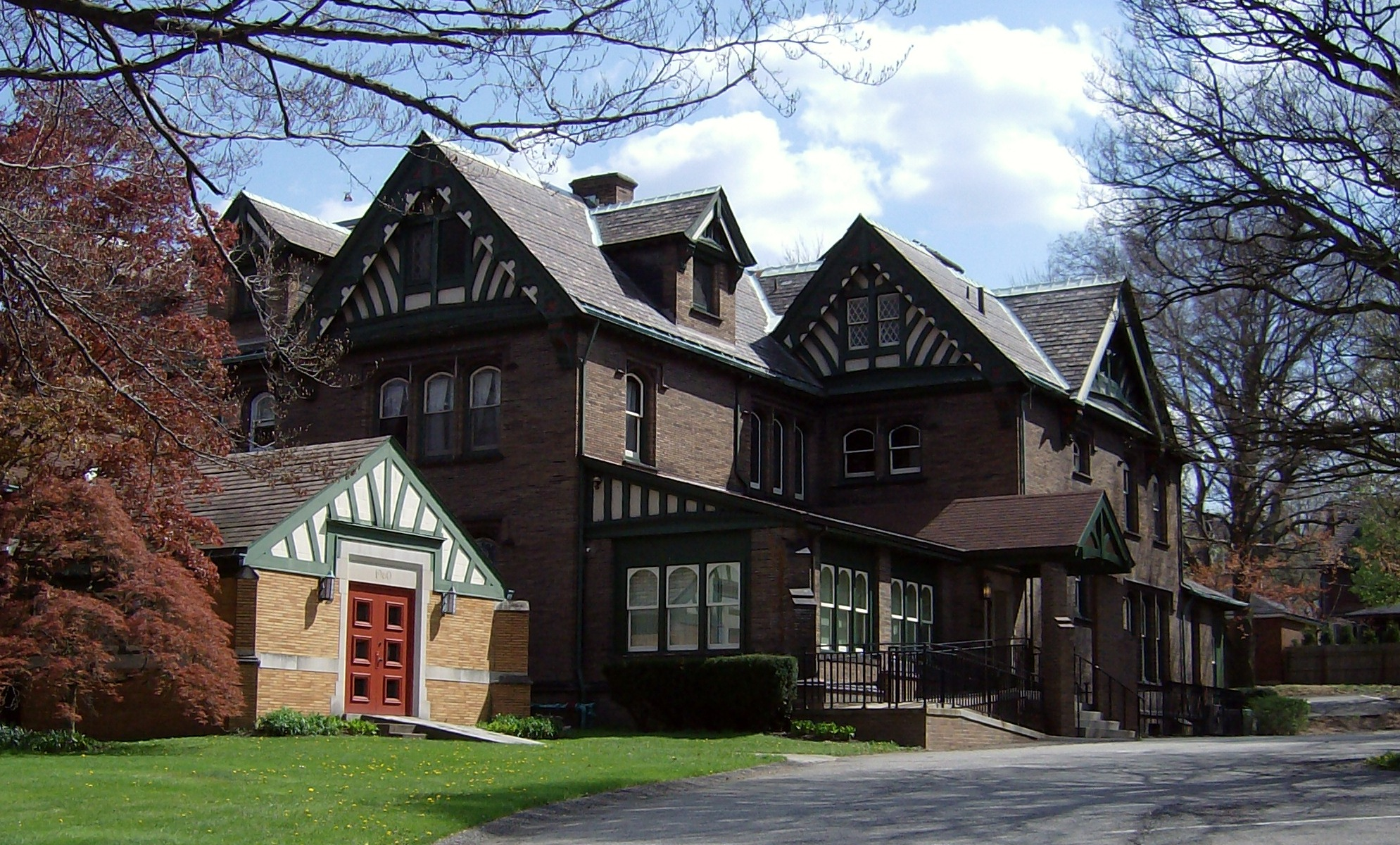
Das Reformed Presbyterian Theological Seminary. Hier lehrt Gamble seit dem Jahr 2005.

Von 1979 bis 1981 lehrte er als Dozent Kirchengeschichte an der Freien Evangelisch-Theologischen Akademie Basel, heute STH Basel, in Riehen. Anschließend (1981–1987) wurde er Associate Professor für Kirchengeschichte am Westminster Theological Seminary im Bundesstaat Pennsylvania. Seine erste Professur – für Historische Theologie – erhielt er 1987 am Calvin Theological Seminary in Grand Rapids, Michigan. Im Jahr 1997 ging er nach Orlando, Florida an den dortigen Campus des Reformed Theological Seminary, wo er Professor für Systematische Theologie und Fachbereichsvorsitzender wurde. Seit 2005 wirkt Gamble als Professor für Systematische Theologie am Reformed Presbyterian Theological Seminary.
Darüber hinaus lehrte er als Gastdozent an der Akademie für Reformatorische Theologie in Marburg (1998–2002), am Puritan Reformed Theological Seminary in Grand Rapids (2017) und seit 2017 bis heute am Westminster Theological Seminary.

### Kirchlicher Werdegang

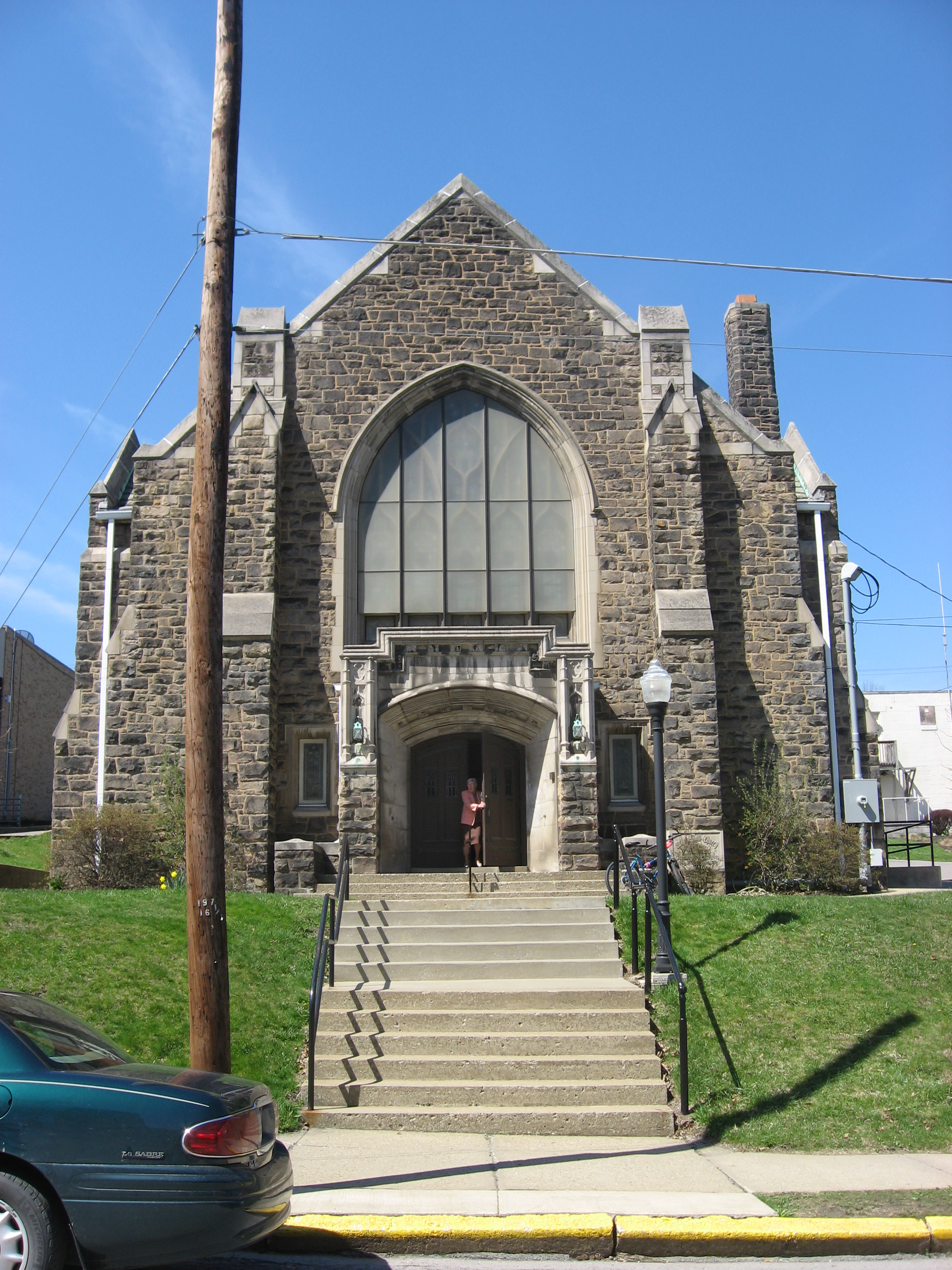
An der College Hill Reformed Presbyterian Church predigte Gamble zuletzt. Die Kirche in Beaver Falls, Pennsylvania wurde 1925 erbaut.

Gamble diente in verschiedenen reformierten Kirchen als Geistlicher, unter anderem in der Orthodox Presbyterian Church und letztlich in der Reformed Presbyterian Church of North America.
Seine ersten pastoralen Erfahrungen sammelte er als Stated Supply (Geistlicher, der für eine begrenzte Zeit pastorale Tätigkeiten ausführt, jedoch keine formale Amtseinführung erhält) bei der Basel Christian Fellowship 1978 bis 1980. In diesem Jahr (1980) wurde er in der Orthodox Presbyterian Church ordiniert. Zunächst wurde er wieder Stated Supply (1983–1984), diesmal an der Blue Bell Orthodox Presbyterian Church in Philadelphia. Zwischen 1987 und 1997 arbeitete er in Michigan als Hilfsgeistlicher (Associate Pastor) an der Burton Heights Christian Reformed Church in Grand Rapids und seit 1992 an der Lake Odessa Christian Reformed Church im namensgebenden kleinen Ort Lake Odessa. 1998 war er an der Gemeindegründung der Cornerstone Reformed Presbyterian Mission Church in Chuluota in Florida beteiligt und wirkte hier bis zum Jahr 2000. Acht Jahre später wurde er Hauptpastor (Senior Pastor) der College Hill Reformed Presbyterian Church in Beaver Falls, zurück in Pennsylvania. Diese Tätigkeit führte er bis 2010 aus.

## Veröffentlichungen (Auswahl)
- Augustinus contra Maximinum: an analysis of Augustine's anti-Arian writings. McNaughton and Gunn, Ann Arbor 1985, zugl. Dissertation, Universität Basel 1983.
- mit Charles G. Dennison (Hrsg.): Pressing Toward The Mark. Essays Commemorating Fifty Years of the Orthodox Presbyterian Church. The Committee for the Historian of the Orthodox Presbyterian Church, ISBN 0934688362.
- Calvin's theological method: the case of Caroli. In: Willem van't Spijker (Hrsg.): Calvin: Erbe und Auftrag. Festschrift für Wilhelm Heinrich Neuser zum 65. Geburtstag, Kok Pharos Pub. House, Kampen 1991, ISBN  9789024230570.
- als Hrsg.: Articles on Calvin and Calvinism. A fourteen-volume anthology of scholarly articles. Garland Publishing Company, New York und London 1992.
- Calvin’s controversies. In: Donald K. McKim (Hrsg.). The Cambridge Companion to John Calvin. Cambridge University Press, Cambridge, ISBN 9781139000017 (Cambridge Companions to Religion), S. 188–204.
- The Whole Counsel of God, Volume 1. God’s Mighty Acts in the Old Testament. P&R Publishing, Phillipsburg, NJ 2009, ISBN 9780875521916.
- The Whole Counsel of God, Volume 2. The Full Revelation of God. P&R Publishing, Phillipsburg, NJ 2018, ISBN 9781596381810.
- The Whole Counsel of God, Volume 3. God's People in the Western World. P&R Publishing, Phillipsburg, NJ 2021, ISBN 9781596381827.